# François Bruhat
François Bruhat   (París, 8 d'abril de 1929 - París, 17 de juliol de 2007) va ser un matemàtic francès.

## Vida i Obra
Va ser fill del físic Georges Bruhat, mort a la deportació de la Segona Guerra Mundial, i germà de la matemàtica Yvonne Choquet-Bruhat.
Primer a l'examen d'ingrés a l'École Normale Supérieure el 1948, també es va graduar primer de la seva promoció el 1951. El 1955 va defensar la seva tesi de doctorat, titulada “Sobre les representacions induïdes dels grups de Lie”, dirigida per Henri Cartan. Després va ser nomenat professor de la universitat de Nancy. El 1961 va ser nomenat professor de la universitat de París. Arran del desmembrament de la universitat de París, l'any 1970 va participar en la creació de la universitat de París VII, on va romandre fins a la seva jubilació el 1989.
Va ser membre de la tercera generació de Bourbaki. Els seus treballs de recerca es van centrar en els grups de Lie i, en col·laboració amb Jacques Tits, va ser l'introductor del concepte d'"edifici matemàtic".